# Синклер, Джон
Джон Синклер (англ. John Sinclair; 2 октября 1941, Флинт, Мичиган — 2 апреля 2024, Детройт, Мичиган) — американский поэт, писатель

, известный деятель андеграунда, политический активист «новых левых» и создатель радикальной политической фракции «Белые пантеры». Синклер определяет свой стиль как джазовая поэзия. Большинство его работ выпущено в аудиоформатах. Большая часть его произведений включает музыкальное сопровождение, как правило, группой соавторов, называемых Blues Scholars.

## Образование
Синклер учился в колледже Альбион, но бросил учёбу после первого года обучения. Впоследствии Синклер учился во Флинт-колледже Мичиганского университета, ныне Мичиганского университета во Флинте. Во время работы в UM-Flint он работал в издательском совете университета, в школьной газете «The Word», и был президентом Гильдии кино. Окончил в 1964 году.

## Жизненный путь
Как начинающий молодой поэт в середине 1960-х годов Синклер взял на себя роль менеджера детройтской рок-группы MC5 политически заряженной музыки.
В 1968 году послужил одним из основателей воинственно антирасистской социалистической партии «Белых пантер», проповедовавшей борьбу с культурой любыми средствами, включая рок-н-ролл, наркотики и секс на улицах, аналога «Чёрных пантер».
Арестованный за хранение марихуаны в 1969 году, когда он предложил два «косяка» работавшему под прикрытием офицеру по борьбе с наркотиками, Синклер был приговорён к десяти годам тюрьмы. Этот приговор был раскритикован многими как чрезмерно суровый, и вызвал шумное протестное движение во главе с видными деятелями контркультуры 1960-х годов.
Так, активист «йиппи» Эбби Хоффман выпрыгнул на сцену Вудстокского фестиваля 1969 года во время выступления The Who и успел прокричать несколько слов о деле Синклера прежде чем его вытолкал гитарист Пит Таунсенд. Джон Леннон выступил с песней «John Sinclair» на телевидении и записал её для своего альбома Some Time in New York City, к моменту выхода которого в 1972 году Синклера уже освободили. Кульминацией протестов в поддержку заключённого в декабре 1971 года стал митинг «Свободу Джону Синклеру!» на Крайслер-арене Мичиганского университета в Анн-Арборе: выступали активисты Эбби Хоффман, Джерри Рубин, Бобби Сил, Дэйв Диллинджер и Ренни Дэвис, поэты Аллен Гинзберг и Эд Сандерс и такие исполнители, как Леннон, Йоко Оно, Стиви Уандер, Фил Оукс, Боб Сигер, Арчи Шепп и другие.
Синклер был в конечном счете освобожден спустя три дня после этого митинга 13 декабря 1971 года, когда Верховный суд Мичигана признал законодательство по марихауне в штате неконституционным, но дело было передано в Верховный суд США (1972). Синклер в конце концов покинул США и поселился в Амстердаме. Он продолжал писать и записывать, а с 2005 года вёл регулярную радиопрограмму «Радиошоу Джона Синклера», а также выпускал серию других передач на своей собственной радиостанции «Радио Свободный Амстердам».
Умер от сердечной недостаточности в больнице Детройта 2 апреля 2024 года в возрасте 82 лет.

## Фонд Джона Синклера

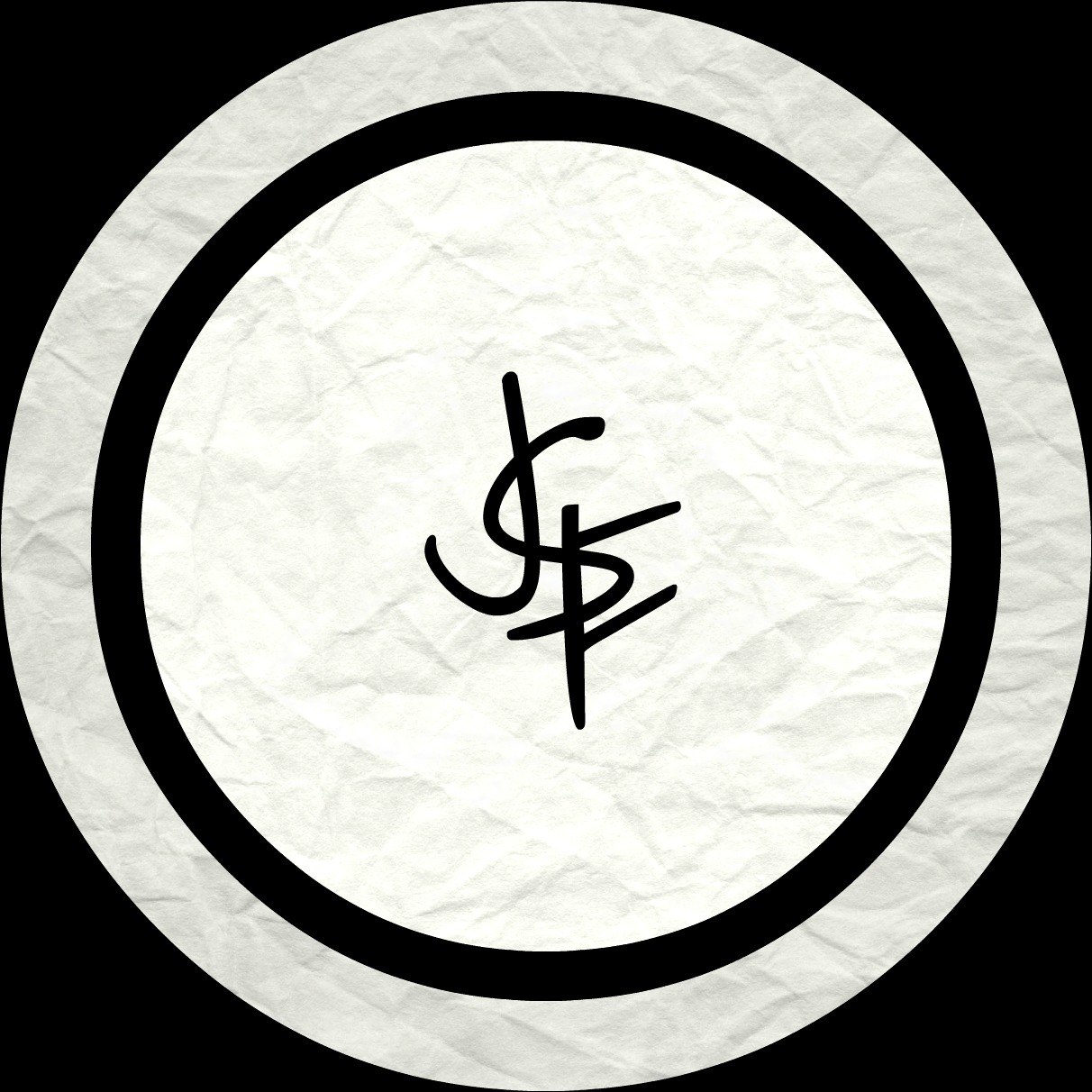
Логотип Фонда Джона Синклера

Фонд Джона Синклера, созданный в 2004 году, является некоммерческой организацией, базирующейся в Амстердаме, Голландия. Его миссия состоит в том, чтобы обеспечить сохранение и надлежащее представление творчества Джона Синклера в области поэзии, музыки, перформанса, журналистики, редактирования и публикации, трансляции и записи. На сегодняшний день фонд выпустил книги, журналы, записи и документальные фильмы, освещающие вклад Джона Синклера в усилия по легализации каннабиса, развитие рок-музыки в Детройте и психоделического коммунитаризма.

## Дискография
Джон Синклер записал несколько своих стихов и очерков. На этих альбомах блюз и джазовые музыканты предоставляют психоделические саундскейпы, сопровождающие его выступление:
- 01 John Sinclair: thelonious: a book of monk (1996) — New Alliance Records
- 02 John Sinclair & His Blues Scholars: Full Moon Night [live] (1994) — Alive/Total Energy Records
- 03 John Sinclair with Ed Moss Society Jazz Orchestra: If I Could Be With You [live] (1996) — SchoolKids Records
- 04 John Sinclair & His Blues Scholars: Full Circle (1997) — Alive Records [Choice Studio Album]
- 05 John Sinclair & His Blues Scholars: White Buffalo Prayer [live] (2000) — SpyBoy Records
- 06 John Sinclair: Underground Issues [compilations] (2000) — SpyBoy Records
- 07 John Sinclair & His Boston Blues Scholars: Steady Rollin' Man Live [live] (2001) — triPup Records
- [BOX-1] John Sinclair & His Blues Scholars: Fattening Frogs For Snakes, Volume One: The Delta Sound (2002) — Okra-Tone Records/Rooster Blues
- 08 John Sinclair: KnockOut (2002) — D-Men Records
- 09 John Sinclair & Monster Island: PeyoteMind (2002) — Future Is Now Records
- 10 John Sinclair: It’s All Good [compilation] (2005) — Big Chief Records
- 11 John Sinclair: No Money Down: Greatest Hits, Volume 1 [compilation] (2005) — Big Chief Records
- 12 John Sinclair & Mark Ritsema: criss cross (2005) — Big Chief Records [Choice Studio Album]
- [BOX-2] John Sinclair: Fattening Frogs For Snakes, Volume Two: Country Blues (2005) — No Cover Records
- 13 John Sinclair: Guitar Army (2007)- Process Media [Album Inserted In Printing Of Book]
- 14 John Sinclair & Pinkeye: Tearing Down the Shrine of Truth & Beauty [live] (2008) — LocoGnosis Records
- 15 John Sinclair & His Motor City Blues Scholars: Detroit Life (2008)- No Cover Records [A Choice Studio Album]
- [BOX-3] John Sinclair & His Blues Scholars: Fattening Frogs For Snakes, Volume Three: Don’t Start Me To Talking (2009) — Big Chief Records
- 16 John Sinclair & Planet D Nonet: Viper Madness (2010) — No Cover Records [A Choice Studio Album]
- 17 John Sinclair: It’s All Good: A John Sinclair Reader (2010) — No Cover Records
- 18 John Sinclair & His International Blues Scholars: Let’s Go Get 'Em (2011) — No Cover Records [A Choice Studio Album]
- 19 John Sinclair & Hollow Bones: Honoring The Local Gods [live] (2011) — Straw2Gold Records
- 20 John Sinclair: Song of Praise — Homage to John Coltrane [live] (2011) — Trembling Pillow Press
- 21 John Sinclair: Beatnik Youth (2012) — Track Records [Choice Studio Album]
- 22 John Sinclair: Conspiracy Theory [compilation] (2012) — Big Chief Records
- 23 John Sinclair: Viperism [compilation] (2012) — Big Chief Records
- [BOX-4] John Sinclair & His Blues Scholars: Fattening Frogs For Snakes, Volume Four: Natural From Our Hearts (unissued)
- 24 John Sinclair: Mohawk (2014) — Iron Man Records
- 25 John Sinclair: Beatnik Youth Ambient (2017) — Iron Man Records
- 26 John Sinclair: Mobile Homeland (2017) — Jett Plastic Recordings/Funky D Records
- 27 John Sinclair: Beatnik Youth (2017) — Iron Man Records